# أوليفر وولكوت
أوليفر وولكوت (بالإنجليزية: Oliver Wolcott) (و. 1726 – 1797 م) هو سياسي من المملكة المتحدة. كان عضوًا في الحزب الفيدرالي الأمريكي.
توفي في فارمنغتون، كونيتيكت، عن عمر يناهز 71 عاماً.

## مناصب
تولى منصب حاكم كونيتيكت.

## التعليم
تعلم في جامعة ييل.